# Sergio Almaguer
Sergio Almaguer (* 16. Mai 1969 in Monterrey, Nuevo León) ist ein ehemaliger mexikanischer Fußballspieler, der bis zur Saison 1995/96 auf der Position des Stürmers eingesetzt wurde und ab 1996/97 als Verteidiger agierte. Aktuell arbeitet er als Trainer der mexikanischen U-20-Nationalmannschaft.

## Laufbahn

### Verein
Dávalos begann seine Profikarriere bei den Ángeles de Puebla und wechselte nach deren Rückzug aus der ersten Liga 1988 zum Stadtrivalen Puebla FC, mit dem er in der Saison 1989/90 sowohl die Meisterschaft als auch den Pokalwettbewerb gewann.
1996 gewann er mit den UANL Tigres noch einmal den Pokalwettbewerb und mit dem Club Necaxa im Hinrundenturnier der Saison 1998/99 ein weiteres Mal den Meistertitel. Mit Cruz Azul bestritt er beide Finalspiele um die Copa Libertadores 2001 gegen die Boca Juniors.
Mit Ausnahme der Saison 2002/03, die er teilweise bei Galatasaray Istanbul in der Türkei verbrachte, war Almaguer ansonsten ausschließlich in seinem Heimatland tätig und beendete seine aktive Laufbahn in der Saison 2004/05 bei den Jaguares de Chiapas.

### Nationalmannschaft
Sein Länderspieldebüt für die mexikanische Nationalmannschaft absolvierte Almaguer beim 3:0-Sieg gegen Kanada am 14. März 1991 und er spielte auch einen Monat später gegen Costa Rica (0:0), musste dann aber bis zum 10. Februar 1999 warten, ehe er in einem Testspiel gegen Argentinien (0:1) zu seinem nächsten Einsatz kam. Sein 18. und letztes Länderspiel bestritt Almaguer in einem am 25. Oktober 2000 ausgetragenen Testspiel gegen die USA (0:2).

### Trainer
In der Clausura 2008 wurde der inzwischen als Fußballtrainer arbeitende Almaguer bei seinem ehemaligen Verein Jaguares de Chiapas erstmals mit der Rolle des Cheftrainers betraut.
Aktuell ist Almaguer als Teamchef für die mexikanische U-20-Nationalmannschaft verantwortlich.

## Erfolge
- Mexikanischer Meister: 1990 und 1998
- Mexikanischer Pokalsieger: 1990 und 1996